# پیوندهای مشترک: داستان‌هایی از لحاف چهل‌تکه
پیوندهای مشترک: داستان‌هایی از لحاف چهل‌تکه (انگلیسی: Common Threads: Stories from the Quilt) فیلمی در ژانر مستند به کارگردانی راب اپستاین و جفری فریدمن است که در سال ۱۹۸۹ منتشر شد. این فیلم داستان پروژه نام‌های لحاف چهل‌تکه یادبود ایدز را که ساختن یادبودی برای قربانیان ایدز بود، به تصویر می‌کشد. از بازیگران آن می‌توان به داستین هافمن (گوینده) اشاره کرد. این فیلم در همان سال، برنده جایزه اسکار بهترین فیلم مستند شده‌است.